# Nidavellir
Nidavellir (Niðavellir em Nórdico Antigo) "os campos escuros", segundo o Völuspá, é a terra dos anões na mitologia nórdica. É frequentemente conflacionado com Svartalfheim, o mundo dos svartalfar (elfos escuros). Nidavellir fica nos subterrâneos de Midgard mas separado de Niflheim. É inteiramente habitado por anões que moram em montanhas e casas subterrâneas. É o lar de grandes ferreiros que fazem armas e joias para os deuses.

## Völuspá
É mencionado no Völuspá: 
Stóð fyr norðan, / á Niðavöllom / salr úr gulli / Sindra ættar
(Estava ao norte, um campo escuro, Salões de ouro, Clã de Sindri"). 
Uma interpretação do verso acima seria assim: 
Antes de você chegar ao norte (Niflheim sendo o mundo mais ao norte), Uma morada escura se ergue (O mundo dos anões), Em salões de ouro, vive a linhagem de Sindri. Sindri era um anão famoso. E ættar significa linhagem, ou neste caso provavelmente parente ou tribo. 

## Interpretaçöes Modernas
Niðavellir tem sido frequentemente interpretado como um dos Nove Mundos da lenda nórdica. O problema é que tanto Nidavellir quanto Svartalfheim são mencionados, e não está claro se o sexto mundo é um mundo de anões ou de elfos escuros. O mundo dos anões é mencionado na Edda em Prosa por Snorri Sturluson como Svartalfheim ("reino dos elfos escuros"). Popularmente, os dois mundos são considerados como o mesmo, os svartalfar sendo sinônimo de anões.